# 鄭志明 (1957年)
鄭志明（1957年3月15日—），台灣教師、民俗學家。台灣師範大學國文系學士、碩士及博士畢業，師承史作檉與牟宗三。曾任嘉義師院語教系主任，淡江大學中文系教授，南華大學通識學院院長，現任輔仁大學宗教學系教授及台灣民間宗教學系中心執行長。其研究領域為中國思想史、神話學、民俗學、民間文學、道教文學、道教哲學、道教生死學、民間信仰、民間教派、新興宗教、宗教組織與行政、中國文學、宗教文學等方面。已出版專著六十餘種，論文三百多篇。